# Fraktion der Radikalen Europäischen Allianz
Die Fraktion der Radikalen Europäischen Allianz war eine Fraktion im Europäischen Parlament in der 4. Legislaturperiode von 1994 bis 1999. Ihr gehörten Abgeordnete linksliberaler Parteien (im romanischen Sprachraum unter der Bezeichnung „Radikalismus“ bekannt) sowie Mitglieder der regionalistischen Europäische Freie Allianz (EFA) an. Vorsitzende der Fraktion war Catherine Lalumière.

## Geschichte
Bei der Europawahl 1994 musste die EFA erhebliche Sitzverluste hinnehmen. Hatte die bisherige Regenbogenfraktion der EFA noch 14 Mitglieder, so wurden bei der Wahl 1994 nur noch 4 Abgeordnete von drei EFA-Parteien ins Europaparlament gewählt (wobei die Lega Nord mit 5 Abgeordneten zuvor aus der EFA ausgeschlossen worden war).
Einer der großen Gewinner der Europawahl in Frankreich war der Unternehmer Bernard Tapie und dessen Partei Energie Radicale (hervorgegangen aus dem kleinen linksliberalen Mouvement des radicaux de gauche), die 13 der 78 französischen Mandate erringen konnte. In Italien konnte die Partito Radicale als Liste Pannella zwei Sitze erringen. Die beiden Parteien entschieden sich gegen eine Beteiligung an der liberalen ELDR-Fraktion und gründeten stattdessen mit Unterstützung der vier EFA-Abgeordneten aus Schottland, Flandern und Spanien die Fraktion der Europäischen Radikalen Allianz.
Später schlossen sich der grüne Luxemburger Abgeordnete Jup Weber sowie ein weiterer Abgeordneter der Fraktion an.

### Auflösung
Nach der Europawahl 1999 zerfiel die Fraktion. Die Energie Radicale, inzwischen in Parti radical de gauche umbenannt, erreichte auf den Listen den Parti Sozialiste noch zwei Sitze und schloss sich der sozialdemokratischen Fraktion an. Die Partito Radicale erreichte unter dem Namen Lista Bonino sieben Sitze und schloss sich der Technischen Fraktion der Unabhängigen Abgeordneten an. Die Parteien der EFA erreichten ebenfalls sieben Sitze und gründeten mit der Europäischen Grünen Partei die bis heute bestehende Fraktion Die Grünen/Europäische Freie Allianz.

## Mitglieder
| Land                   | Partei                                   | MdEP  | Mitglieder |
| ---------------------- | ---------------------------------------- | ----- | --- |
| Frankreich             | Energie Radicale                         | 13/12 | Antoinette Fouque (bis 16. Juli 1996) 1, Odile Leperre-Verrier, Michel Dary, Bernard Castagnede, Jean-François Hory, Noël Mamère (bis 30. Dezember 1996) 3, Christine Mustin-Mayer, Bernard Tapie (bis 4. Februar 1997), Michel-Ange Scarbonchi (ab 5. Februar 1997), Dominique Saint-Pierre, Christiane Taubira-Delannon, Catherine Lalumière, André Sainjon, Pierre Pradier, Bernard Kouchner (1. Januar – 5. Juni 1997) 4, Henri de Lassus Saine Genies (ab 13. August 1997) |
| Vereinigtes Königreich | Scottish National Party                  | 2     | Allan MacCartney (bis 25. September 1998), Ian Hudghton (ab 30. November 1998), Winnie Ewing |
| Italien                | Panella-Riformatori                      | 2     | Gianfranco Dell’Alba, Marco Pannella (bis 28. März 1996), Olivier Dupuis (ab 30. März 1996) |
| Belgien                | Volksunie                                | 1     | Jaak Vandemeulebroucke (bis 14. Oktober 1998), Nelly Maes (ab 16. Oktober 1998) |
| Spanien                | Coalición Canaria/Coalición Nacionalista | 1/2   | Isidoro Sánchez García (bis 17. September 1996), Alfonso Novo Belenguer (18. September 1996 – 7. Oktober 1998), Manuel Escola Hernando (ab 8. Oktober 1998), José Domingo Posada Gonzalez (ab 21. Januar 1999) |
| Spanien                | Partido Socialista Obrero Español        | -/1   | Antonio González Triviño (ab 18. September 1996) |
| Luxemburg              | Grüne und Liberale Allianz               | -/1   | Jup Weber (ab 11. Oktober 1995) 2 |